# آنی پوغوسیان
آنی پوغوسیان (ارمنی: [] Error: {{Lang}}: فاقد متن (راهنما)؛ زادهٔ ۴ ژوئن ۲۰۰۰) شناگر زن در رشته شنای آزاد اهل ارمنستان است که در مسابقات قهرمانی ورزش‌های آبی جهان ۲۰۱۷ در رشته شنای ۱۰۰ متر آزاد زنان به رقابت پرداخت.